# Funiculaire de Chiaia
Le Funiculaire de Chiaia (italien: Funicolare di Chiaia) est un funiculaire faisant partie du système de transport public de Naples, en Italie. Ouvert en 1889, le Funiculaire de Chiaia est l'un des plus anciens funiculaires du monde, et transporte plus d'un demi-million de passagers par an.
Le Funiculaire dessert quatre stations: Cimarosa, Palazzolo, Corso Vittorio Emanuele et Regina Magherita. Il relie la Piazza Vanvitelli, au sommet de la colline du Vomero, au Rione Amadeo. La ligne est connectée avec la Ligne 1 du Métro de Naples et le Funiculaire Centrale à la Via Cimarosa, et avec la Ligne 2 à la Via Regina Margherita. A Cimarosa, la Chiaia est reliée directement au métro, permettant l'accès à la station de métro sans avoir à sortir à la surface.

## Histoire
Dans la seconde moitié du 19e siècle, la colline du Vomero, au nord-ouest de Naples, commença à se développer comme nouveau quartier résidentiel. En raison de la pente raide de la colline, l’accès en était difficile. En conséquence, il fut rapidement décidé la construction de deux funiculaires, le Funiculaire de Chiaia et celui de Montesanto. Faisant 300 mètres de moins que son voisin de Montesanto, le Funiculaire de Chiaia fut le premier à être achevé, ouvert au public le 15 octobre 1889, faisant de lui le troisième plus ancien funiculaire au monde. Seul le Giessbach Funiculaire de Suisse (1879), et celui de Telegraph Hill à San Francisco, aux États-Unis (1886), sont plus anciens.
La ligne ne comptait au départ que deux stations. En 1916, une troisième station, Palazzolo, fut inaugurée. Jusqu'en 1926, il ne fonctionna qu'avec trois arrêts, l'ouverture de la quatrième station étant retardée en raison de la difficulté à accéder à la zone dans laquelle sa construction avait été planifiée. Des ascenseurs OTIS furent inclus dans sa conception afin d'améliorer l'accès à la plate-forme de cette station.
La quatrième station étant enfin pleinement opérationnelle en 1926, la ligne fut finalement achevée comme prévu, 37 ans après son ouverture. L'ouverture de la station Palazzolo fut la dernière modification de la ligne pour les cinquante années suivantes. La ligne de Chiaia ne fut pas été affectée par les deux Guerres Mondiales, et continua à fonctionner tout au long de ces deux conflits.
Après un examen de son état en 1976, l'ensemble de la ligne fut entièrement rénové, le Funiculaire rouvrant ses portes au public le 22 septembre 1977. En 2003, les derniers travaux de rénovation furent achevés, la ligne complètement restaurée et mise aux normes de sécurité européennes. Toutes les stations furent reconstruites dans le style Art Nouveau, restaurant la ligne dans son ancienne splendeur.

## Capacité
La Chiaia transporte plus d'un demi-million de passagers par an, avec une moyenne de 15 000 passagers les jours ouvrables, mais seulement 5 000 les week-end et les jours fériés. De haut en bas, la ligne fait 536 mètres de long, et monte à 161 mètres d'altitude, à une pente moyenne de 29%. Le parcours dure trois minutes et huit secondes. Chaque train peut transporter 300 passagers à la fois, permettant une capacité totale de 9 500 passagers par heure dans chaque sens, même si cette capacité n'est jamais atteinte.

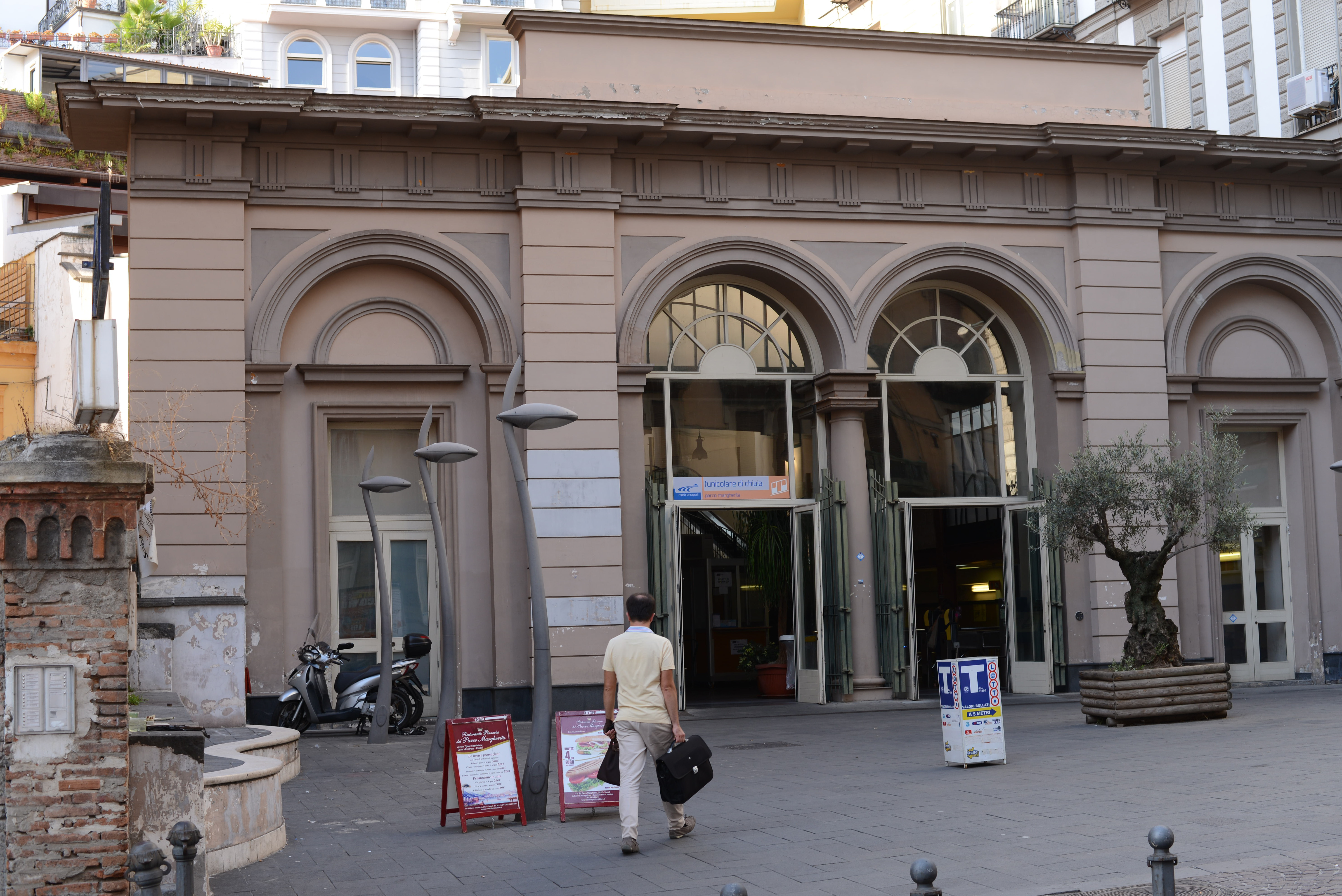
Stazione
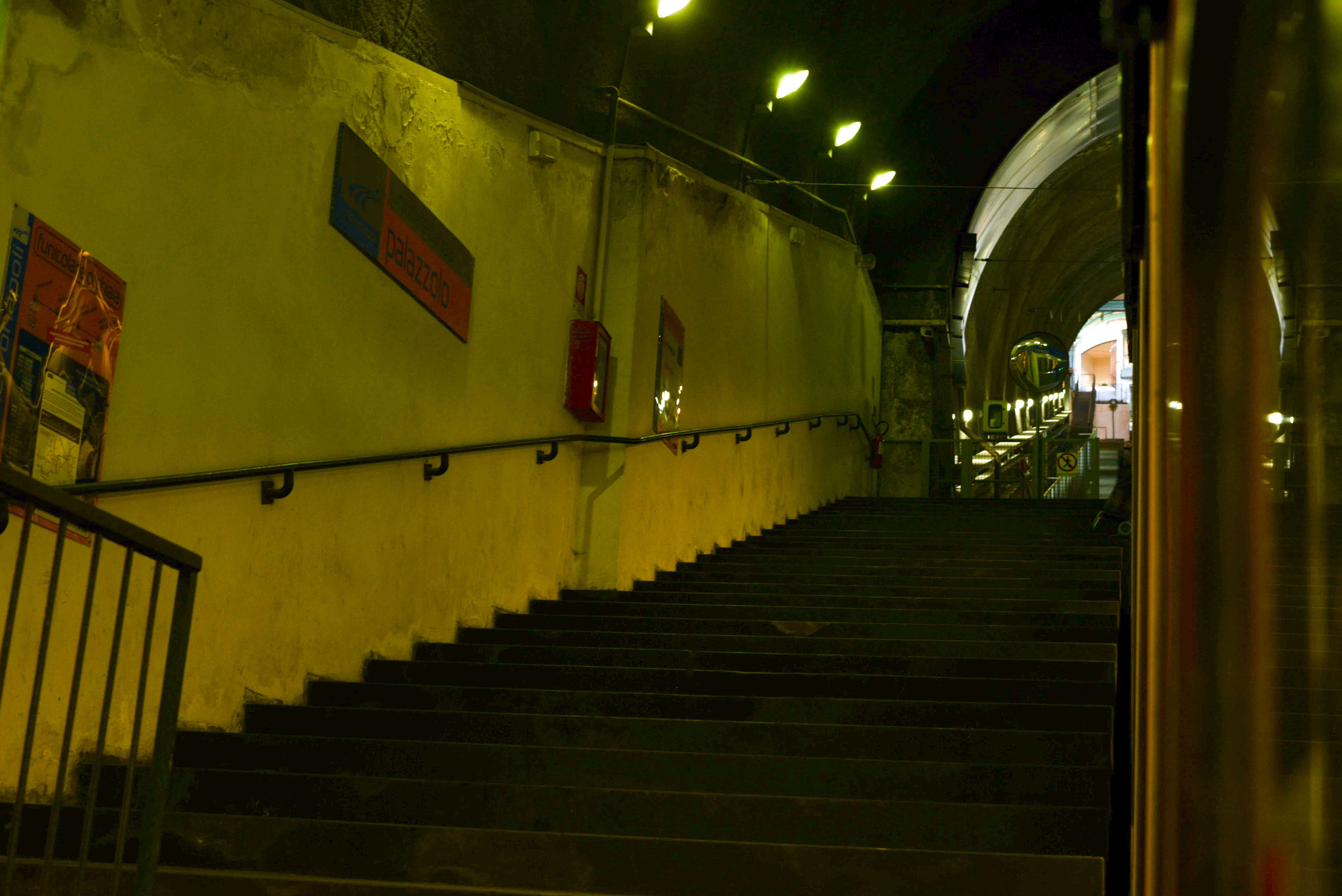
Stazione Palazzolo
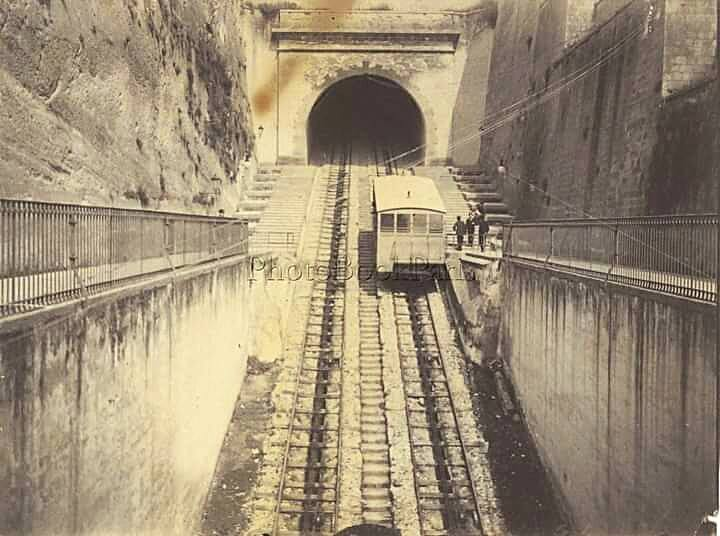
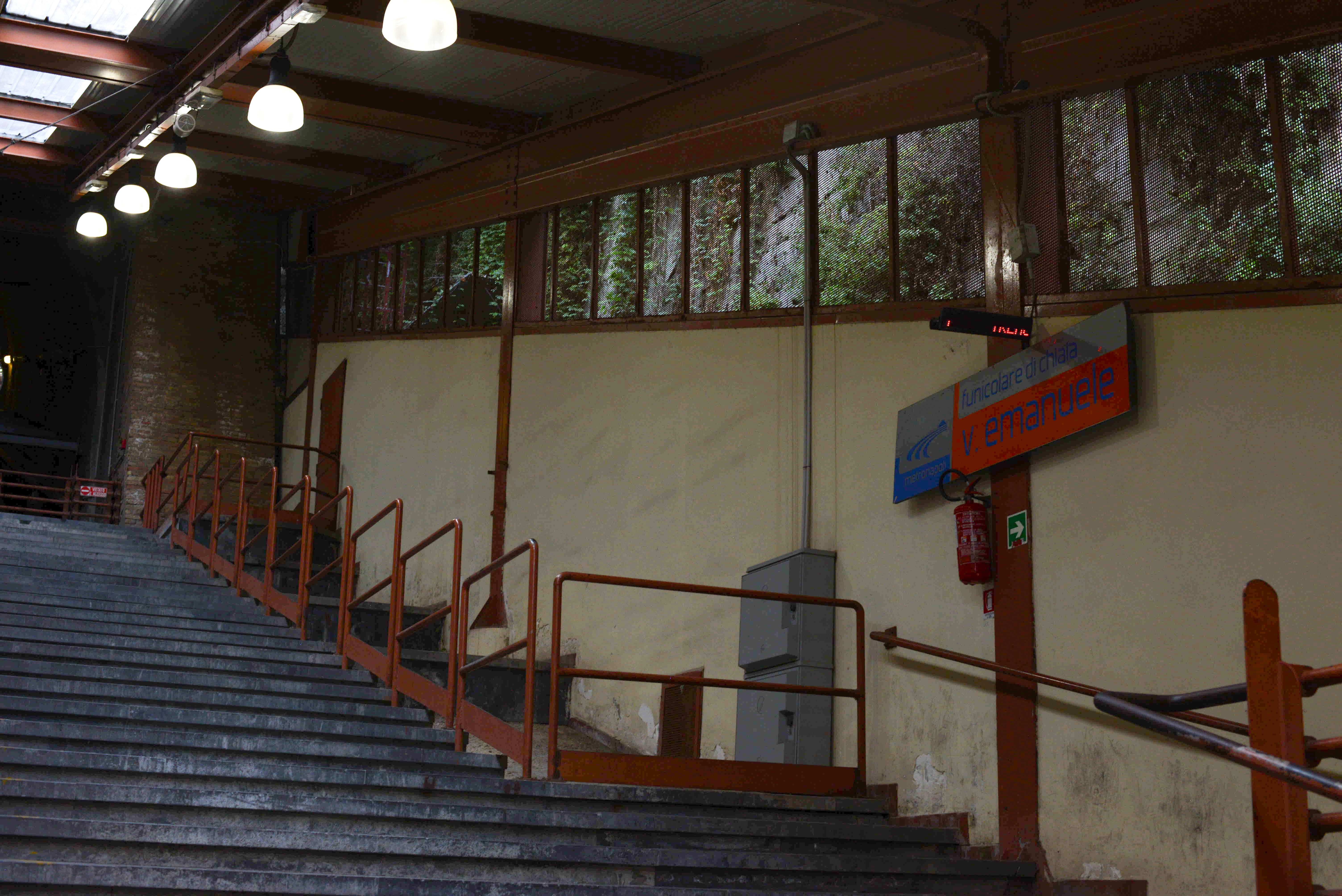

## Stations
| - Cimarosa Station - Palazzolo Station - Corso Vittorio Emanuele Station - Regina Margherita Station |